# ヴァルカニ駅
ヴァルカニ駅（ヴァルカニえき）は、ルーマニア国ヴランチャ県ヴァルカニ村にある、ルーマニア国鉄216号線の駅である。

## 駅構造

### ホーム
1面1線の地上駅。他に、側線を1線持つ。
| 路線    | 方向   | 行先       | 備考 |
| ------- | ------ | ---------- | ---- |
| 216号線 | 東方向 | アラド方面 | 普通 |

### ダイヤ[1]
一日2本の運行。普通列車のみの発車であるが、周辺は駅間距離が10km前後と長めである。

## 隣の駅
ルーマニア国鉄
216号線
普通
ヴァルカニ駅 - ドゥデシティー・ヴェキ駅

## その他
ルーマニア最西端の駅で、セルビアとの国境に近い。